# Sorttoppet vibe
Sorttoppet vibe (latin: Vanellus tectus) er en brokfugl, der lever i Sahelområdet fra Senegal og Gambia til de østlige kyster af Eritrea, Somalia og Kenya.